# 디리클레 판정법
미적분학에서 디리클레 판정법(영어: Dirichlet's test)은 실수 항 급수의 수렴 판정법의 하나다. 이에 따르면, 유계 부분합을 갖는 급수에 0으로 수렴하는 단조수열을 계수로서 곱한 급수는 수렴한다. 교대급수 판정법을 일반화한다. 디리클레 판정법의 표준적인 증명은 유한합의 아벨 변환을 사용한다. 이상 적분에 대한 디리클레 판정법은 제2 적분 평균값 정리를 통하여 보일 수 있는데, 이에 대한 증명은 아벨 변환을 필요로 한다.

## 정의

### 실수 항 급수
두 실수 수열 {\displaystyle (a_{n})_{n=0}^{\infty }}, {\displaystyle (b_{n})_{n=0}^{\infty }}이 다음 세 조건을 만족시킨다고 하자.
- 급수 {\displaystyle \sum _{n=0}^{\infty }a_{n}}의 부분합은 유계 수열이다. 즉, {\displaystyle \sup _{n\in \mathbb {N} }\left|{\sum _{k=0}^{n}a_{k}}\right|<\infty }
- {\displaystyle (b_{n})_{n=0}^{\infty }}은 단조수열이다. 즉, {\displaystyle b_{0}\geq b_{1}\geq b_{2}\geq \cdots }이거나 {\displaystyle b_{0}\leq b_{1}\leq b_{2}\leq \cdots }
- {\displaystyle \lim _{n\to \infty }b_{n}=0}

디리클레 판정법에 따르면, 급수
{\displaystyle \sum _{n=0}^{\infty }a_{n}b_{n}}
는 수렴한다.:182:315, °2
증명:
{\displaystyle S_{n}=\sum _{k=0}^{n}a_{k}\qquad (\forall n\in \mathbb {N} )}
{\displaystyle M=1+\sup _{n\in \mathbb {N} }|S_{n}|\in \mathbb {R} ^{+}}
라고 하자. 임의의 {\displaystyle \epsilon >0}에 대하여,
{\displaystyle |b_{n}|<{\frac {\epsilon }{6M}}\qquad (\forall n>N(\epsilon ))}
인 자연수 {\displaystyle N(\epsilon )\in \mathbb {N} }이 존재한다. 아벨 변환에 의하여, 임의의 {\displaystyle n\geq N(\epsilon )} 및 임의의 {\displaystyle p\in \mathbb {Z} ^{+}}에 대하여, 다음이 성립한다.
{\displaystyle {\begin{aligned}\left|\sum _{k=n+1}^{n+p}a_{k}b_{k}\right|&=\left|b_{n+p}(S_{n+p}-S_{n})+\sum _{k=n+1}^{n+p-1}(b_{k}-b_{k+1})(S_{k}-S_{n})\right|\\&\leq |b_{n+p}|(|S_{n+p}|+|S_{n}|)+\sum _{k=n+1}^{n+p-1}|b_{k}-b_{k+1}|(|S_{k}|+|S_{n}|)\\&\leq 2M\left(|b_{n+p}|+\sum _{k=n+1}^{n+p-1}|b_{k}-b_{k+1}|\right)\\&=2M\left(|b_{n+p}|+\left|\sum _{k=n+1}^{n+p-1}(b_{k}-b_{k+1})\right|\right)\\&=2M(|b_{n+p}|+|b_{n+1}-b_{n+p}|)\\&\leq 2M(2|b_{n+p}|+|b_{n+1}|)\\&<2M\cdot 3\cdot {\frac {\epsilon }{6M}}\\&=\epsilon \end{aligned}}}
즉, 급수
{\displaystyle \sum _{n=0}^{\infty }a_{n}b_{n}}
의 부분합은 코시 수열이다. 따라서 이 급수는 수렴한다.

### 이상 적분
두 실수 값 함수 {\displaystyle f,g\colon [a,\infty )\to \mathbb {R} }가 다음 세 조건을 만족시킨다고 하자.
- {\displaystyle f}는 임의의 {\displaystyle [a,b]\subseteq [a,\infty )}에서 리만 적분 가능하며, 또한 {\displaystyle \sup _{x\in [a,\infty )}\left|\int _{a}^{x}f(t)\,dt\right|<\infty }
- {\displaystyle g}는 단조함수이다. (특히, {\displaystyle g}는 임의의 {\displaystyle [a,b]\subseteq [a,\infty )}에서 리만 적분 가능하다.)
- {\displaystyle \lim _{x\to \infty }g(x)=0}

그렇다면, 이상 적분
{\displaystyle \int _{a}^{\infty }f(x)g(x)\,dx}
는 수렴한다.
증명:
{\displaystyle M=1+\sup _{x\in [a,\infty )}\left|\int _{a}^{x}f(t)\,dt\right|\in \mathbb {R} ^{+}}
이라고 하자. 임의의 {\displaystyle \epsilon >0}에 대하여,
{\displaystyle |g(x)|<{\frac {\epsilon }{4M}}\qquad (\forall x>N(\epsilon ))}
인 {\displaystyle N(\epsilon )>a}가 존재한다. 제2 적분 평균값 정리에 따라, 임의의 {\displaystyle y>x>N(\epsilon )}에 대하여, 어떤 {\displaystyle c(x,y)\in [x,y]}가 존재하며, 다음이 성립한다.
{\displaystyle {\begin{aligned}\left|\int _{x}^{y}f(t)g(t)\,dt\right|&=\left|g(x)\int _{x}^{c(x,y)}f(t)\,dt+g(y)\int _{c(x,y)}^{y}f(t)\,dt\right|\\&\leq {\frac {\epsilon }{4M}}\left(\left|\int _{a}^{c(x,y)}f(t)\,dt-\int _{a}^{x}f(t)\,dt\right|+\left|\int _{a}^{y}f(t)\,dt-\int _{a}^{c(x,y)}f(t)\,dt\right|\right)\\&\leq {\frac {\epsilon }{4M}}(2M+2M)\\&=\epsilon \end{aligned}}}
따라서, 이상 적분
{\displaystyle \int _{a}^{\infty }f(x)g(x)\,dx}
은 수렴한다.

### 균등 수렴
집합 {\displaystyle X} 및 두 함수열 {\displaystyle (f_{n},g_{n}\colon X\to \mathbb {R} )_{n=0}^{\infty }}이 다음 세 조건을 만족시킨다고 하자.
- 함수 항 급수 {\displaystyle \sum _{n=0}^{\infty }f_{n}}의 부분합은 균등 유계 함수열이다. 즉, {\displaystyle \sup _{n\in \mathbb {N} }\sup _{x\in X}\left|\sum _{i=0}^{n}f_{i}(x)\right|<\infty }
- 임의의 {\displaystyle x\in X}에 대하여, {\displaystyle (g_{n}(x))_{n=0}^{\infty }}은 단조수열이다.
- {\displaystyle (g_{n})_{n=0}^{\infty }}은 {\displaystyle 0\colon X\to \mathbb {R} }로 균등 수렴한다.

그렇다면, 급수
{\displaystyle \sum _{n=0}^{\infty }f_{n}g_{n}}
는 균등 수렴한다. 이에 대한 증명은 실수 항 급수에 대한 디리클레 판정법의 증명과 유사하다. {\displaystyle X}가 한원소 집합인 경우, 이는 단순히 실수 항 급수에 대한 디리클레 판정법이다.

## 예

### 교대급수
임의의 0으로 수렴하는 단조수열 {\displaystyle (a_{n})_{n=0}^{\infty }}에 대하여, 교대급수
{\displaystyle \sum _{n=0}^{\infty }(-1)^{n}a_{n}}
는 수렴한다 (교대급수 판정법). 이는 급수
{\displaystyle \sum _{n=0}^{\infty }(-1)^{n}}
의 부분합
{\displaystyle \sum _{i=0}^{n}(-1)^{i}={\begin{cases}1&n\in 2\mathbb {Z} \\0&n\in 2\mathbb {Z} +1\end{cases}}\qquad (n\in \mathbb {N} )}
이 유계 수열이기 때문이다.

### 삼각 급수
마찬가자로, 0으로 수렴하는 단조수열 {\displaystyle (a_{n})_{n=1}^{\infty }} 및 {\displaystyle x\in \mathbb {R} }에 대하여,
- 급수 {\displaystyle \sum _{n=1}^{\infty }a_{n}\sin nx}는 수렴한다.
- 만약 {\displaystyle x\not \in 2\pi \mathbb {Z} }라면, 급수 {\displaystyle \sum _{n=1}^{\infty }a_{n}\cos nx}는 수렴한다.

이는
{\displaystyle \sum _{i=1}^{n}\sin ix={\begin{cases}0&x\in \pi \mathbb {Z} \\(\cos(x/2)-\cos((n+1/2)x))/(2\sin(x/2))&x\not \in \pi \mathbb {Z} \end{cases}}\qquad (n\in \mathbb {Z} ^{+})}
가 유계 수열이며,
{\displaystyle \sum _{i=1}^{n}\cos ix={\begin{cases}n&x\in 2\pi \mathbb {Z} \\(\sin((n+1/2)x)-\sin(x/2))/(2\sin(x/2))&x\not \in 2\pi \mathbb {Z} \end{cases}}\qquad (n\in \mathbb {Z} ^{+})}
가 {\displaystyle x\not \in 2\pi \mathbb {Z} }일 때 유계 수열이기 때문이다. 또한, 다음 두 조건이 서로 동치이다.
- {\displaystyle \sum _{n=1}^{\infty }|a_{n}\sin nx|<\infty }
- {\displaystyle x\in \pi \mathbb {Z} }이거나, {\displaystyle \sum _{n=1}^{\infty }|a_{n}|<\infty }

마찬가지로, 다음 두 조건이 동치이다.
- {\displaystyle \sum _{n=1}^{\infty }|a_{n}\cos nx|<\infty }
- {\displaystyle \sum _{n=1}^{\infty }|a_{n}|<\infty }

## 역사
작자 페터 구스타프 르죈 디리클레의 사후인 1862년 《순수 및 응용수학 저널》(Journal de Mathématiques Pures et Appliquées)에 게재되었다.

## 같이 보기
- 아벨 판정법